# Limeniko Soma

Logo der Griechische Küstenwache

Limeniko Soma (griechisch Λιμενικό Σώμα – Ελληνική Ακτοφυλακή Abkürz. Λ.Σ.- ΕΛ.ΑΚΤ.  Limeniko Soma – Elliniki Aktofylaki Abkürz. L.S.- EL.AKT. – wörtlich „Hafen-Corps – Hellenische Küstenwache“) ist die nationale Küstenwache Griechenlands.

## Geschichte und Struktur
Ähnlich wie die griechische Polizei ist sie eine zivile, jedoch paramilitärische Organisation. In Krisen und Kriegssituationen ist sie dem Verteidigungsministerium unterstellt und unterstützt die griechische Marine. Die Küstenwache wurde 1919 durch den Beschluss des griechischen Parlamentes (N. 1753/1919) gegründet und ist damit eine der ältesten Küstenwachen der Welt. 1927 wurde ihre institutionelle Verfassung reformiert. Der heutige Name wurde durch ein Gesetz 2011 beschlossen (3022/2011).
Die Aufgaben der Küstenwache bestehen im Grenzschutz, der Schmuggelbekämpfung, insbesondere des Drogenschmuggels und in SAR-Einsätzen. Immer wieder rettete die griechische Küstenwache Bootsflüchtlinge aus dem Mittelmeer. Teilweise wurde sie auch für ihren Umgang mit den illegalen Einwanderern kritisiert.

## Ausrüstung
Zur Erfüllung ihrer Aufgaben verfügt die Küstenwache über eine Reihe eigene Patrouillenboote sowie Hubschrauber und Seeaufklärer. Ferner hat die Limeniko Soma Fischereischutzschiffe und diverse Landfahrzeuge im Einsatz.

### Seefahrzeuge

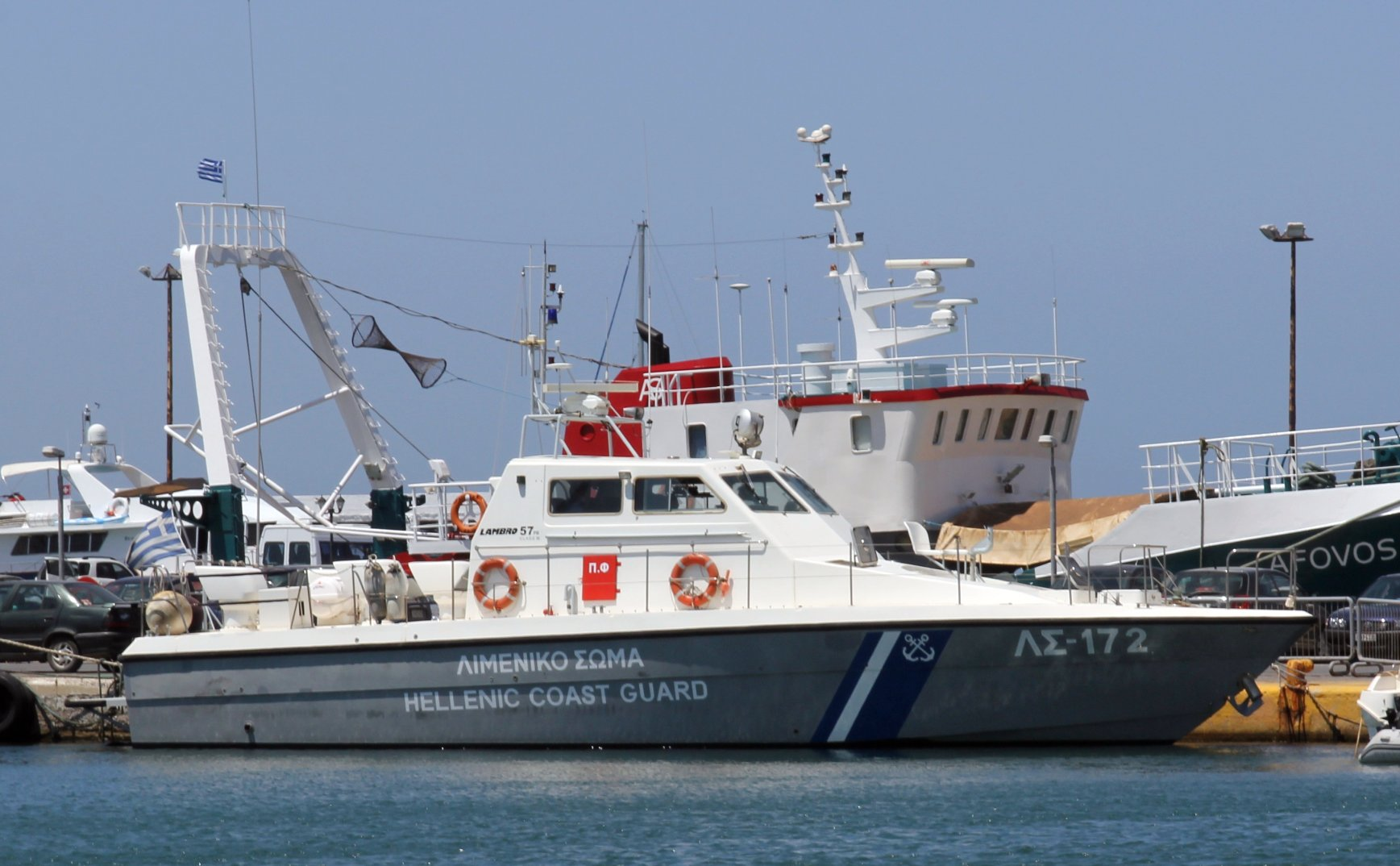
Lambro-PB-57-Patrouillenboot ΛΣ-172 in Piraeus

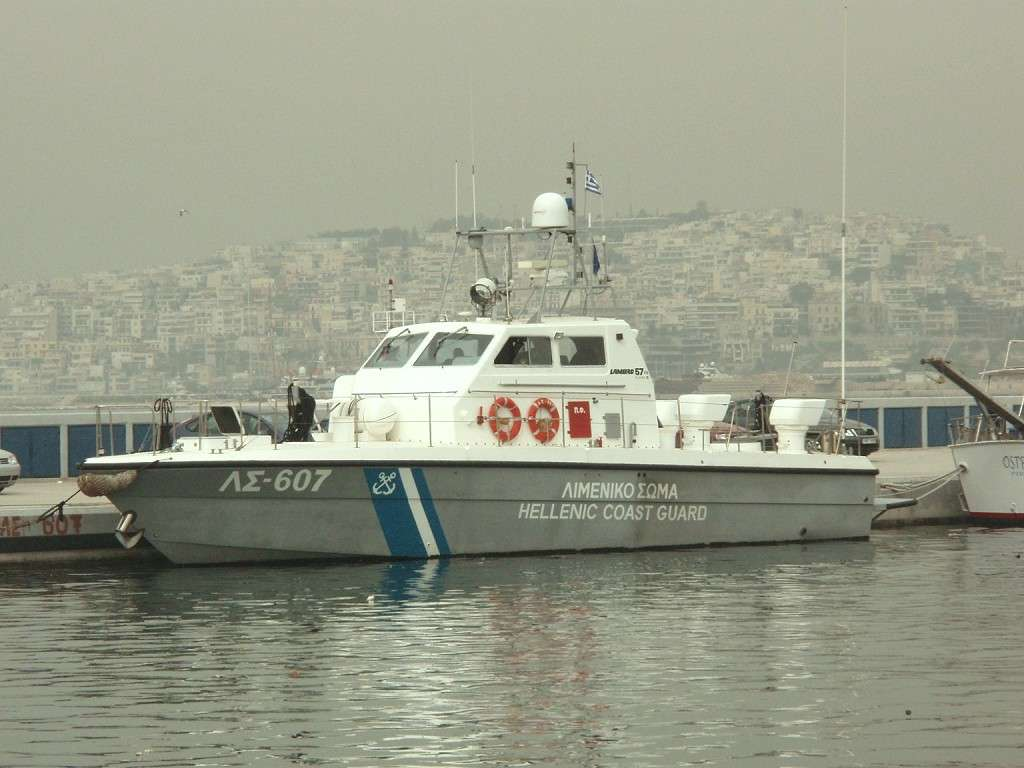
MotoMarine-Panther-57-Patrouillenboot

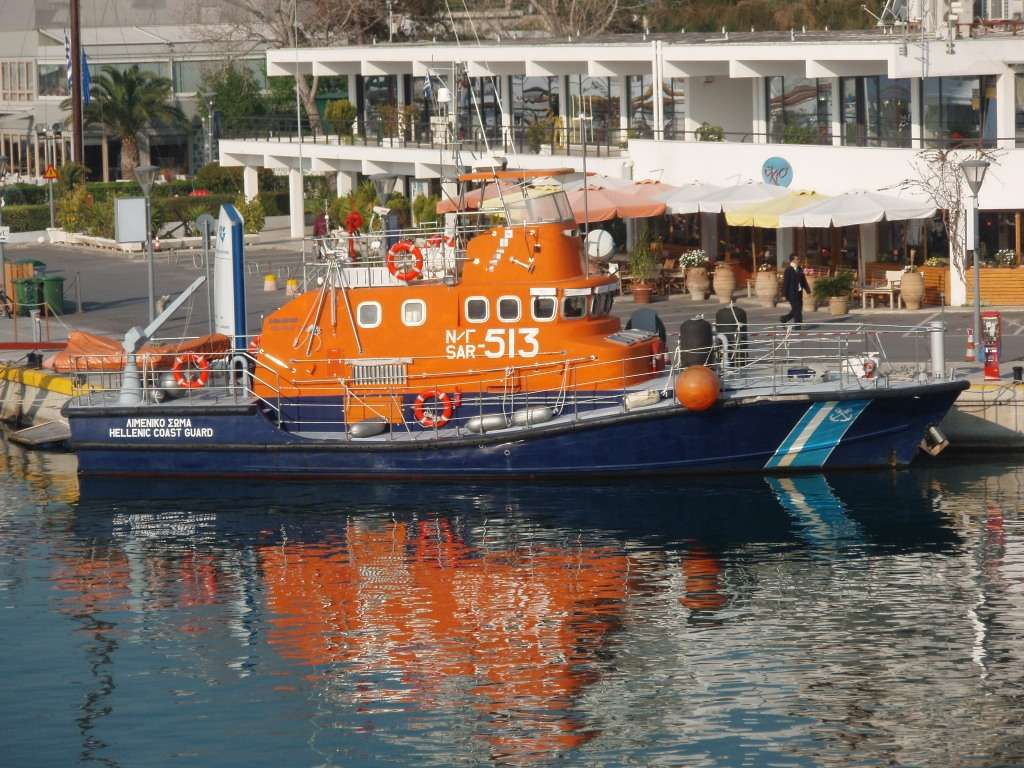
SAR-513, eins von zehn Lambro Halmatic 60-Rettungsbooten der griechischen Küstenwache

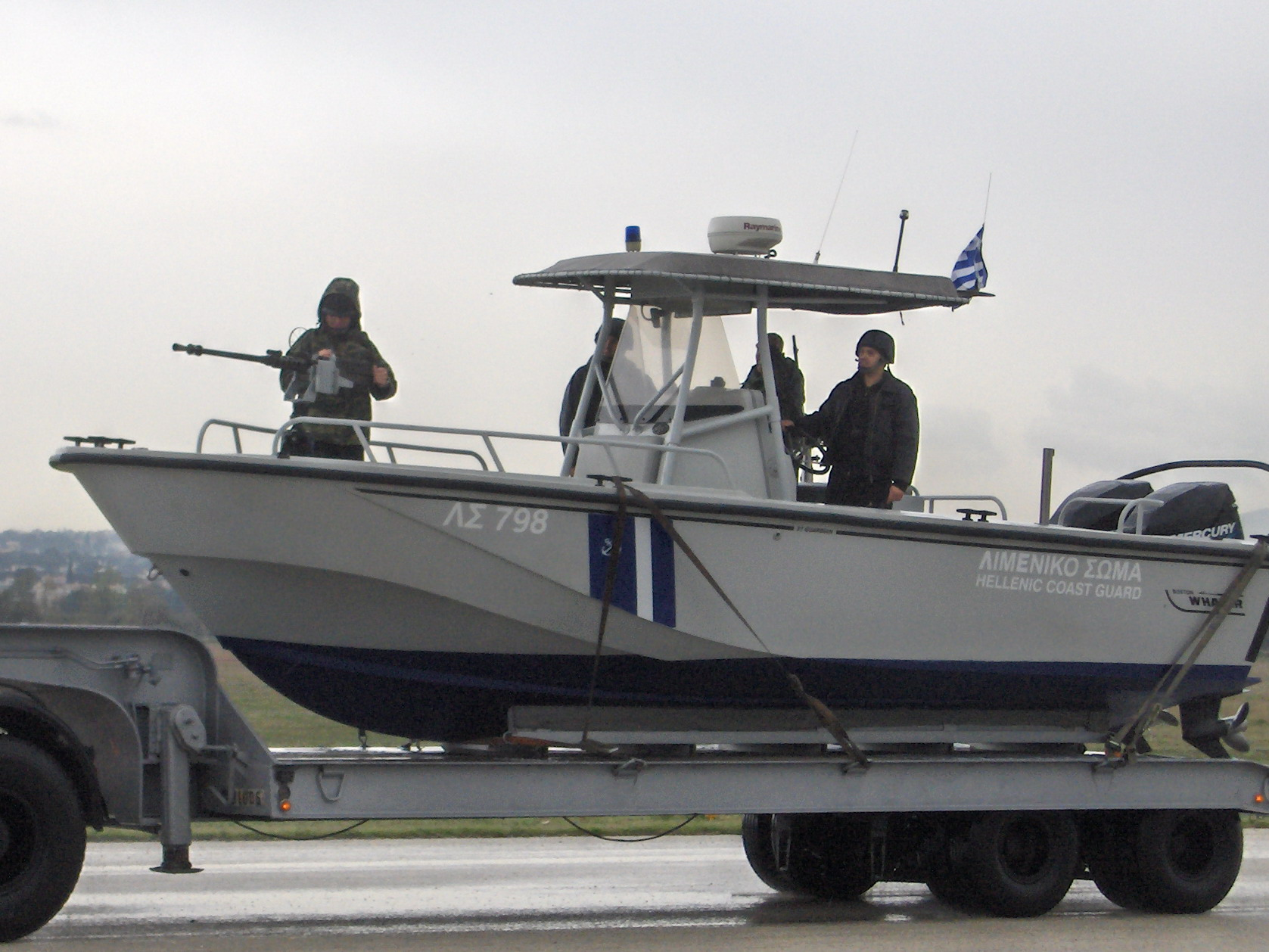
Boston-Whaler-ΛΣ-798-Patrouillenboot der HCG bei einer Parade

Die Aufstellung der Seefahrzeuge der Limeniko Soma ist unvollständig, da offizielle Daten kaum öffentlich zugänglich sind. Die folgende Liste basiert auf den Recherchen des englischen Wikipediaartikels und enthält Angaben der Limeniko-Soma-Homepage und eigene Recherchen, absteigend nach Verdrängung:
| Type                            | Einsatz                 | Länge in m | Verdrängung in t | Herkunft               | in Dienst    | Anmerkungen                                                   |
| ------------------------------- | ----------------------- | ---------- | ---------------- | ---------------------- | ------------ | ------------------------------------------------------------- |
| Sa’ar-4                         | Hochsee-Patrouillenboot | 58         | 450              | Israel / Griechenland  | 3            | mit 30-mm-Geschütz; ΛΣ-060, ΛΣ-070, ΛΣ-080                    |
| Damen-Stan-Patrouillenboot-5509 | OPV                     | 58         |                  | Niederlande            | 1 (bestellt) | bestellt im Juli 2014 von B.V.Scheepswerf Damen Gorinchem.    |
| Dilos                           | Patrouillenboot         | 29         | 100              | Griechenland           | 6            | Design von Abeking & Rasmussen ΛΣ-010, ΛΣ-020, ΛΣ-030, ΛΣ-040 |
| Vosper Europatrol 250 Mk1       | Open Sea Patrol         | 47,3       | 240              | Vereinigtes Königreich | 1            | ΛΣ-050, zuvor ein Zollboot                                    |
| CB-90HCG                        | Küstenpatrouillenboot   | 15,9       | 20               | Schweden               | 3            | ΛΣ-134, ΛΣ-135, ΛΣ-136                                        |
| Arun Halmatic                   | Rettungsboot            | 16         | 37               | Vereinigtes Königreich | 10           | SAR-510                                                       |
| Lambro Halmatic 60              | Rettungsboot            | 18         | 37               | Griechenland           | 10           | SAR-511 – SAR-520                                             |
| LCS-57 (Lambro-57)              | Küstenpatrouillenboot   | 17,4 m     | 35               | Griechenland           | 35           | ΛΣ-137-Serie, ΛΣ-601-Serie                                    |
| POB-24                          | Küstenpatrouillenboot   | 24,6       |                  | Kroatien               | 6 (bestellt) | bestellt im April 2014                                        |
| LCS-53 (Lambro Guardian-53)     | Patrouillenboot         | 16,8       | 11               | Griechenland           | 11           | ΛΣ-114-Serie                                                  |
| Javelin-74                      | Patrouillenboot         | 19,2       | 27               | Griechenland           | 3            | ΛΣ-192 to ΛΣ-194 series                                       |
| D-45                            | Küstenpatrouillenboot   | 13,9       | 25               | Griechenland           | 4            |                                                               |
| D-45M                           | Küstenpatrouillenboot   | 13,9       | 25               | Griechenland           | 5            |                                                               |
| Olympic L-44                    | Patrouillenboot         | 14         | 25               | Griechenland           | 3            | ΛΣ-153-Serie                                                  |
| Olympic L65/74                  | Küstenpatrouillenboot   | 23         |                  | Griechenland           | 4            | ΛΣ-102-Serie                                                  |
| System 33/Nemesis RIB           | Küstenpatrouillenboot   | 10,35      |                  | Griechenland           | 10           | von der Stavros Niarchos Foundation gespendet                 |
| MIL-38                          | Küstenpatrouillenboot   | 11,85      | 7                | Griechenland           | 2            |                                                               |
| MIL-40                          | Küstenpatrouillenboot   | 13         | 7                | Griechenland           | 2            | ΛΣ-132, ΛΣ-133                                                |
| Madera MRCD-1250                | Küstenpatrouillenboot   | 12,5       |                  | Niederlande            |              |                                                               |
| Magna 110 Hurricane Mk.I/II     | Küstenpatrouillenboot   | 10,8       |                  | Griechenland           | 2            |                                                               |
| Magna Onda                      | Küstenpatrouillenboot   | 11,7       | 5,4              | Griechenland           | 2            |                                                               |
| Super Onda                      | Küstenpatrouillenboot   | 8,6        | 2,8              | Griechenland           | 2            |                                                               |
| Magna 31                        | Küstenpatrouillenboot   | 8,6        | 2,8              | Griechenland           | 3            | 1 donated at 2014 by Dmitry Rybolovlev                        |
| Oceanic Interceptor             | Küstenpatrouillenboot   |            |                  | Griechenland           | ?            |                                                               |
| Gibli-1025                      | Küstenpatrouillenboot   | 10,25      |                  | Griechenland           | 12           |                                                               |
| Oceanic 9000 Stealth            | Küstenpatrouillenboot   | 9          | 2                | Griechenland           | 18           |                                                               |
| Mostro Top Gun 864/964          | Küstenpatrouillenboot   | 9,3/9,9    | 1,4/1,6          | Griechenland           | 19           |                                                               |
| Boston Whaler                   | Küstenpatrouillenboot   | 9          |                  | Vereinigte Staaten     | 3            | ΛΣ-798, 2004 von der USCG gespendet                           |
| Halter Marine HSB               | Küstenpatrouillenboot   |            |                  | Vereinigte Staaten     | 1            | 2004 von der USCG gespendet                                   |
| Wellcraft                       | Küstenpatrouillenboot   |            |                  | Vereinigte Staaten     | 1            | 2004 von der USCG gespendet                                   |
| LS-413 (LMPA)                   | Mehrzweckschiff         | 29         | 240              | Spanien                | 3            | von Astilleros Gondan, Spanien.                               |
| Pollcat                         | Mehrzweckschiff         | 18,5       | 85               |                        | 3            |                                                               |

### Luftfahrzeuge

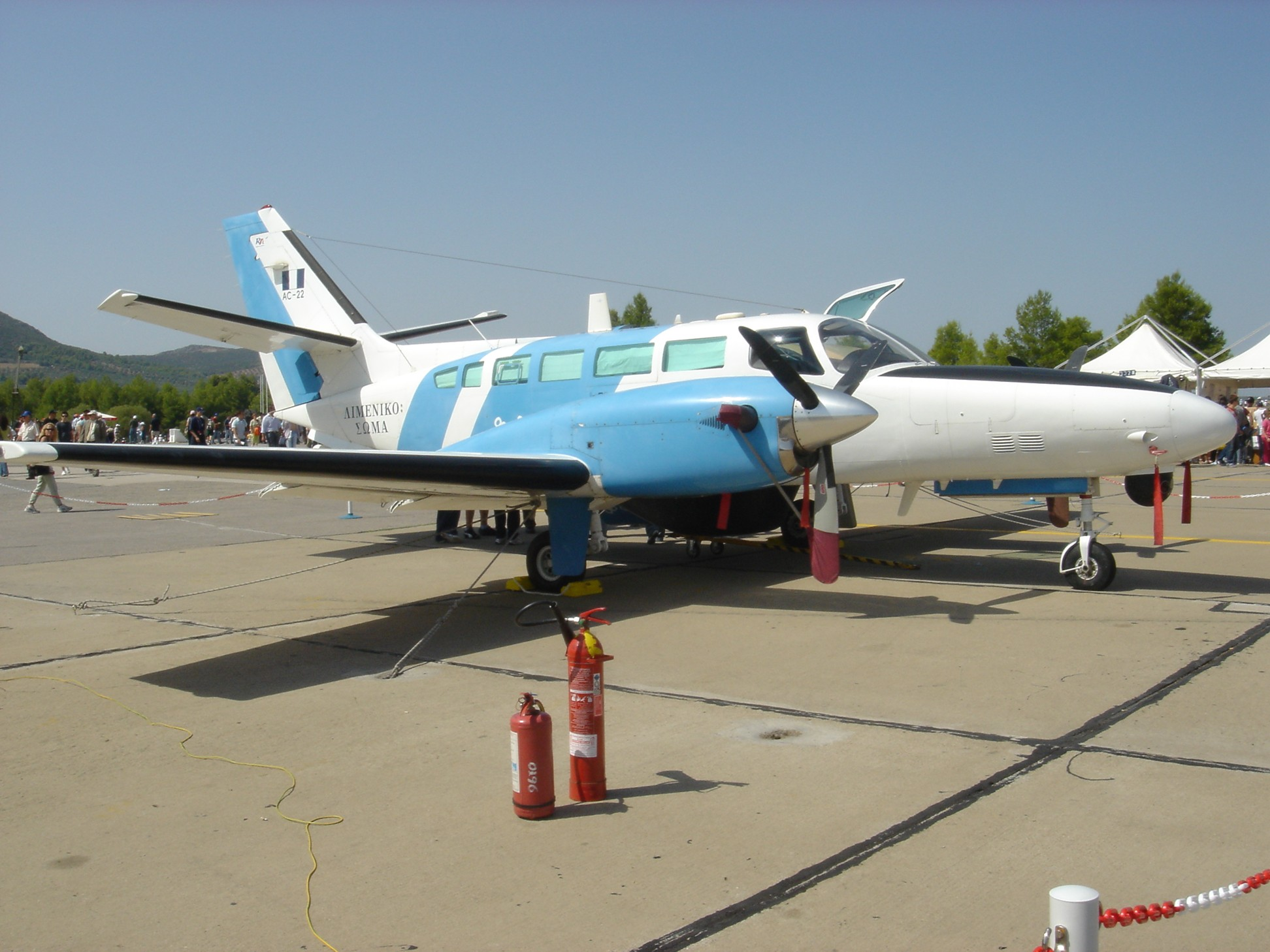
Reims Cessna F-406 Aircraft der Hellenic Coast Guard

Für Lufteinsätze verfügt die griechische Küstenwache über Lynx-Mk.86-Hubschrauber. Sie hat Zugriff auf den Lockheed C-130-Seeaufklärer der griechischen Marine. Daneben betreibt sie den kleinen Flughafen Dekelia bei Acharnes nördlich von Athen.
Die vier AS.332-Super-Puma-SAR-Hubschrauber werden vom 384 Squadron der griechischen Luftwaffe mit Sitz auf der Elefsis Air Base (LGEL) betrieben. Die Besatzungen sind Soldaten der Luftwaffe sowie Mitarbeiter der Küstenwache.
| Name                  | ID             | Type              | Version  | Herkunft           | In Dienst | Bemerkungen                                                                                     |
| --------------------- | -------------- | ----------------- | -------- | ------------------ | --------- | ----------------------------------------------------------------------------------------------- |
| Cessna 172 Skyhawk    | AC-1, AC-2     | utility           | 172RG    | Vereinigte Staaten | 2         |                                                                                                 |
| Cessna 406 Caravan II | AC-21 to AC-23 | maritime patrol   | F406     | Frankreich         | 3         | gebaut von Reims                                                                                |
| Eurocopter Super Puma |                | SAR helicopter    | AS 332C  | Frankreich         | 4         | Operated by the Hellenic Air Force                                                              |
| Aérospatiale Dauphin  | HC-31 to HC-36 | patrol helicopter | AS 365N3 | Frankreich         | 6         | Stationiert auf der Kotroni Naval Air Station (LGKN) in Kooperation mit der Griechischen Marine |
| Socata TB             | AC-3, AC-4     | utility           | TB 20    | Frankreich         | 2         |                                                                                                 |

## Bekannte Aktionen
Unvollständige Liste bekannt gewordener Aktionen der griechischen Küstenwache
- 27. November 2014: Ein in Seenot geratenes Flüchtlingsboot mit 700 Menschen an Bord wurde abgeschleppt. Der Frachter mit den Flüchtlingen an Bord hatte wegen eines Motorschadens rund 45 Kilometer südöstlich von Kreta Seenot gefunkt. Die Küstenwache brauchte bei Sturm und schwerem Seegang über 24 Stunden, um das Schiff zu sichern und nach Kreta zu schleppen.[9]
- 28. Dezember 2014: Die RoRo-Fähre Norman Atlantic havarierte auf dem Weg von Igoumenitsa nach Ancona mit 411 Passagieren und 56 Besatzungsmitgliedern. 33 Seemeilen vor der Insel Othoni sendete die Norman Atlantic ein Seenotsignal und setzte damit eine Rettungsaktion der griechischen und albanischen Küstenwache in Gang.